# Stenalia atra
Stenalia atra là một loài bọ cánh cứng trong họ Mordellidae. Loài này được E. Perris miêu tả khoa học năm 1875.